# Steve Finnan
Stephen „Steve“ John Finnan (* 24. April 1976 in Limerick) ist ein ehemaliger irischer Fußballspieler.

## Karriere

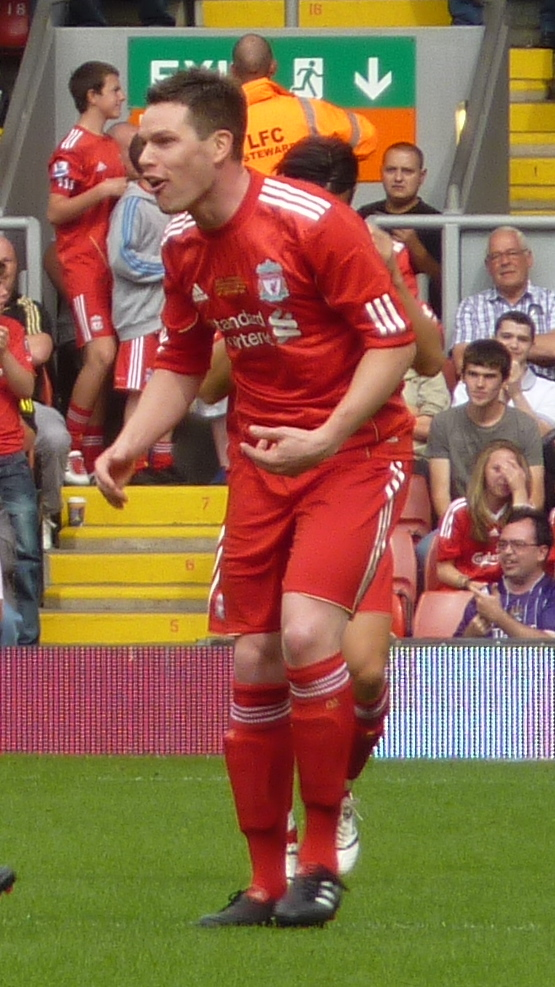
Steve Finnan, 2010

### Verein
Steve Finnan begann seine Karriere bei Welling United. Über Birmingham City und Notts County führte sein Weg zum FC Fulham, mit dem er 2001 in die Premier League aufstieg. Nach zwei erfolgreichen Jahren, gekrönt durch den Gewinn des UEFA Intertoto Cup 2003, wechselte er für eine Ablösesumme von fünf Millionen Euro zum englischen Rekordmeister nach Liverpool. 
In seiner ersten Saison wurde er durch zahlreiche Verletzungen gestoppt. In seinem zweiten Jahr gelang ihm allerdings sein bisher größter Triumph. Das Endspiel im Carling Cup ging zwar gegen Chelsea verloren, aber im Finale der Champions League gelang der Sieg, auch wenn Finnan aufgrund einer Verletzung in der Halbzeit ausgewechselt werden musste. Im selben Jahr folgte auch noch der Titel im europäischen Supercup. 2006 wurde er FA-Cup-Sieger.
Am 1. September 2008 unterschrieb Finnan einen Zweijahresvertrag beim spanischen Erstligisten Espanyol Barcelona. Nachdem er in einem ersten Jahr auf nur vier Einsätze für Espanyol gekommen war, löste man den Vertrag am Ende der Saison im beiderseitigen Einverständnis auf und Finnan schloss sich für ein Jahr dem FC Portsmouth an.

### Nationalmannschaft
Finnan hatte schon einige Erfahrung im irischen U21-Team gesammelt, ehe er 2000 sein A-Länderspieldebüt gegen Griechenland feiern durfte. Bei der Weltmeisterschaft 2002 war er Stammspieler in der irischen Nationalmannschaft.

## Erfolge
- 2003 UEFA Intertoto Cup, FC Fulham
- 2005 Champions League, FC Liverpool
- 2005 Europäischer Supercup, FC Liverpool
- 2006 FA Cup, FC Liverpool